# Henry Surtees
Henry John Surtees (Lingfield, 1991. február 18. – London, 2009. július 19.) angol autóversenyző. John Surtees, az egyetlen gyorsaságimotoros és egyben Formula–1-es világbajnok kései fia.

## Pályafutása

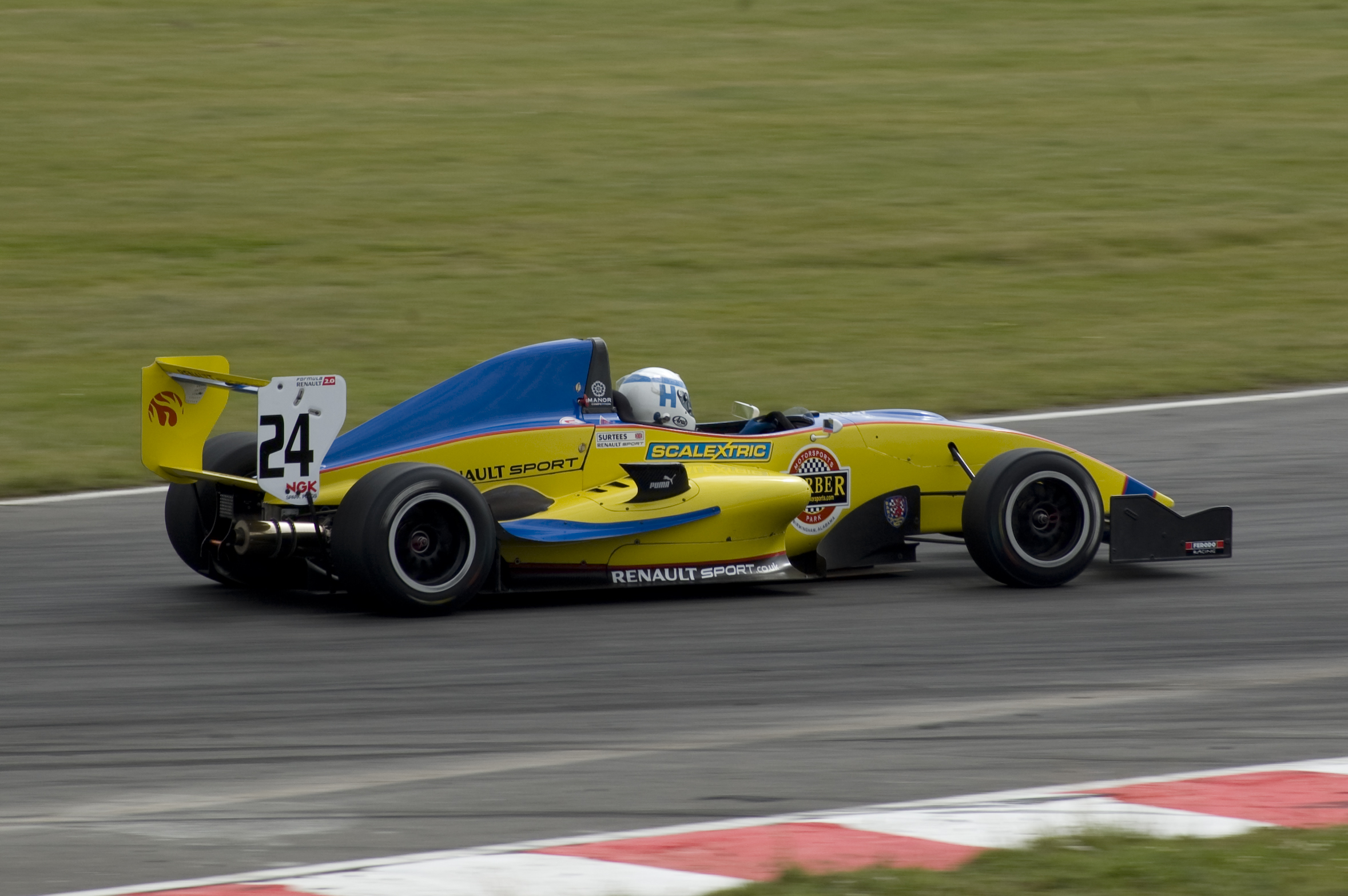
Surtees versenyben a Snetterton Motor Racing Circuit-ön

### Formula BMW UK
Debütáló szezonját a hetedik helyen zárta, míg a Rookie Kupában második lett. Ebben az évben a szezon második felét Marcus Ericsson, az újonctárs uralta. Henry egy pole-pozíciót (Thruxton), egy győzelmet (Donington Park) és két leggyorsabb kört (Rockingham és Snetterton) szerzett a nagyon sikeres Carlin Motorsport csapatban. Az évet elrontották a büntetések és egy kizárás Oulton Parkban.

### Formula Renault
Két 2007-es verseny után Surtees a Manor Motorsporttal teljes éves szerződésben magasabbra jutott a 2008-as Formula Renault UK sorozatokba. Henry 12. lett a bajnokságban, és Silverstone-ban levő izgalmas versenyben harmadik helyet szerzett a National Circuit pályán. Ismét versenyzett a Winter Seriesben, 2007-ben 13.-ként befejezte be. James Caladóval a címért küzdött.

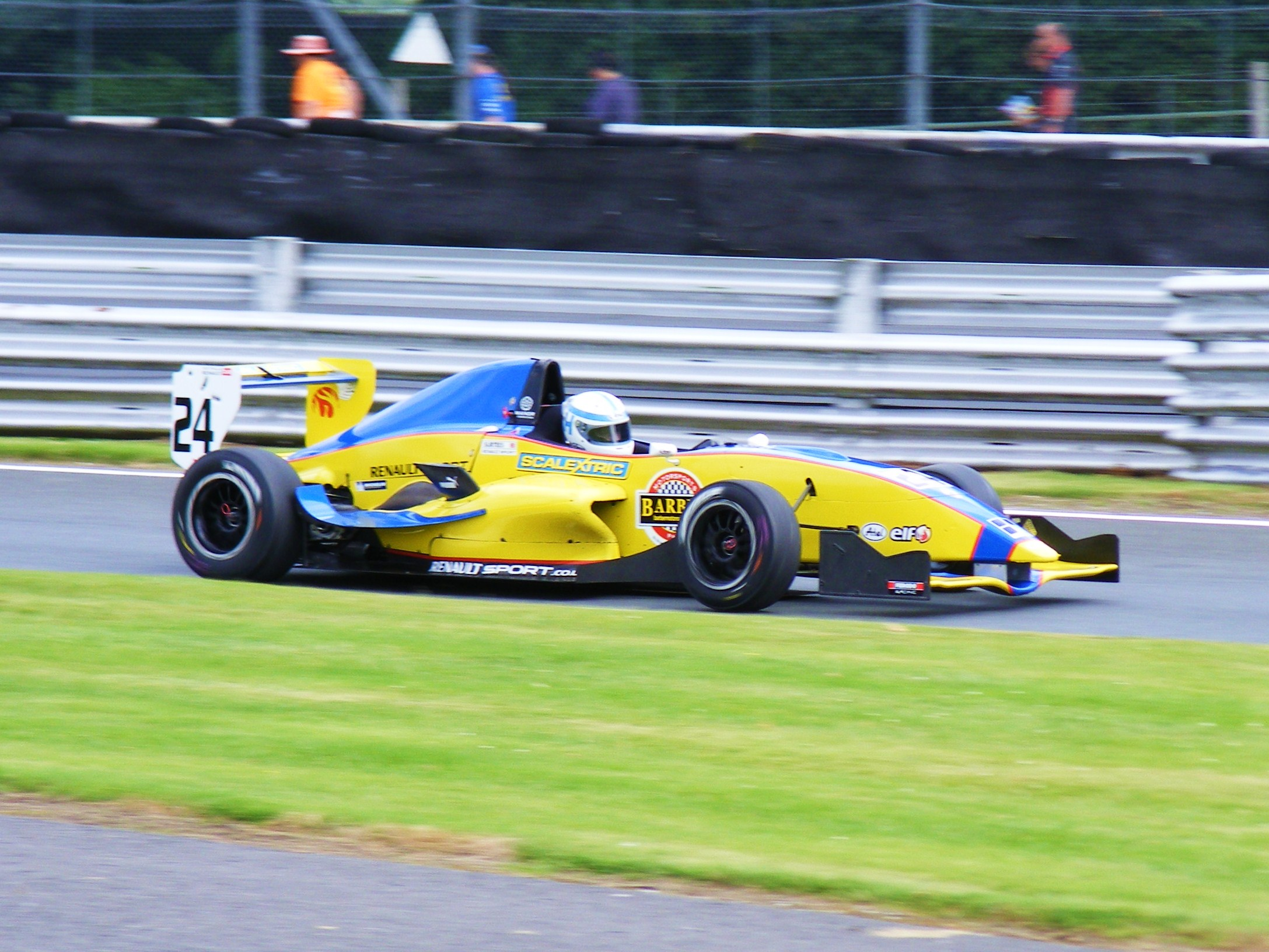
Surtees az Oulton Park versenyének időmérőjén

### Formula 3
Surtees egy versenyen vett részt 2008-ban a Donington Parkban rendezett utolsó két versenyen a Carlin Motorsport színeiben. Surtees National Class-beli két versenyében egy győzelemmel és egy második helyezéssel lett gazdagabb.

### Formula–2
2009-ben Henry az FIA által újraindított Formula–2-es bajnokságban indult. A szezon első futamán két pontot szerzett, majd az ezt követő öt futamon nem ért célba pontot érő helyen. A brands hatchi versenyhétvége első versenyén a harmadik helyen zárt.

## Halála
A 2009-es Formula–2-es bajnokság negyedik versenyhétvégéjét az angliai Brands Hatchben tartották. A hazai, és Henry által is kedvelt pályán rendezett futamon, a hétvége második versenyén, Jack Clarke autójának elszabadult kereke szerencsétlen módon Surtees sisakját találta el.
Surtees a hatalmas ütés következtében azonnal elvesztette eszméletét, és reagálás nélkül, tehetetlenül ülve a pilótafülkében, egyenesen a következő kanyarban lévő gumifalba hajtott.
A mentőalakulat szinte azonnal a helyszínre érkezett, és kiszabadította a mozdulatlanul ülő versenyzőt a pilótafülkéből, majd a pályán található orvosi központba vitték, hogy szállítható állapotba hozzák.
A brit versenyző már akkor kritikus állapotban lehetett, mikor helikopterrel a Royal London központi kórházba szállították, ahol késő este az intézmény sajtószóvivője megerősítette, hogy Surtees belehalt sérüléseibe, amikről nem nyilatkozott.

## Külső hivatkozások
- Henry Surtees hivatalos honlapja
- Henry Surtees profilja a Driver Database honlapján
- Videó Henry Surtees halálos balesetéről